# ギュイエンヌ

1360年ブレティニー条約時のフランス。赤色のギュイエンヌはイングランド領であった

ギュイエンヌ （Guyenne、オック語ではGuiana）は、フランス南西部の地方名。その領域は時代ごとに変化した。

## 歴史
アキテーヌの古名アクイタニア（Aquitania）から派生し、Aguidaina → l'Aguienne → la Guienneと変化したものである。Guyenneのつづりが定着したのは、フランス王国へ併合されてからである。
ギュイエンヌとはアキテーヌの形式的な名称である。13世紀から18世紀の地元住民が最も普段用いたのはアキテーヌであった。アキテーヌはさらに多く古くの文献で見られ、後世になってギュイエンヌは州の名として見られるようになった。これらフランス南西部の州はボルドーを州都とし、ガスコーニュ北東部がアキテーヌと一致するようになった。ギュイエンヌという名称はその後、1259年のパリ条約後の、フランス本土内にあるイングランド領そのものを指す名称となった。
イングランドとガスコーニュの連合時代、ギュイエンヌ公国の国境はイングランドとフランス両王の和平締結、そして百年戦争の浮き沈みによって変化するようになった。ギュイエンヌの州としての面積、政権は、当時のフランスの州の中で最大であった。15世紀から17世紀には、ボルドレ、バザデ、リムーザン、ペリゴール、ケルシー、ルエルグ、アジャネ、サントンジュ、アングーモワ、ガスコーニュが含まれていた。ギュイエンヌとガスコーニュを区別することは17世紀までなかった。以前はガスコーニュがギュイエンヌの一部と考えられていたからである。したがって、ギュイエンヌ自体がボルドレ、ペリゴール、サントンジュ、リムーザン、ケルシー、ルエルグから構成され、残りはガスコーニュであるとみなされた。リムーザンとサントンジュは、1789年に別の地方区分を作成するために分離させられた。
現在、ギュイエンヌの名称は政治的にも行政的にも現実味を持たない。

### ギュイエンヌ公国
ギュイエンヌ公の名称は、宗主国フランスの征服で弱体化したアキテーヌ公国に与えられた。この名称は1229年、ルイ9世とトゥールーズ伯レーモン7世が結んだパリ条約（ラングドックの大部分をフランスが併合し、アルビジョア十字軍が終了した）において初めて現れた。1188年から1453年までイングランド王がギュイエンヌ公を兼ねたが、カスティヨンの戦い後フランス王がギュイエンヌ公を名乗るようになった。シャルル・ド・ヴァロワが1469年に特権を与え、1472年に嫡子がないままシャルルが死んで、公国は王国へ戻った。

## 言語
ギュイエンヌの地域言語はオック語である。ガスコーニュと重なるところではガスコン語である（ジロンド県西部、ロット＝エ＝ガロンヌ県の一部）。残りはラングドック語である。ドルドーニュ県北部ではリムーザン語である。